# Clinchco
Clinchco – miasto w Stanach Zjednoczonych, w stanie Wirginia, w hrabstwie Dickenson.